# Banounou
Banounou est un village du département et la commune rurale d’Arbollé, situé dans la province du Passoré et la région Nord au Burkina Faso.

## Géographie
Banounou est situé à 2 km au sud d'Arbollé, le chef-lieu du département, et à environ 30 km au sud-est de Yako.
Le village est à 2 km de la route nationale 2 allant vers le nord-ouest du pays.

## Santé et éducation
Le centre de soins le plus proche de Banounou est le centre de santé et de promotion sociale (CSPS) d'Arbollé tandis que le centre médical avec antenne chirurgicale (CMA) de la province se trouve à Yako.